# ラニー・キーン
ラニー・キーン（Lanny Neal Kean Jr. 、1960年9月19日 - 2009年1月13日）は、アメリカ合衆国のプロレスラー。イリノイ州スコーキー出身。
WWFでのカズン・ジュニア（Cousin Junior）、ザ・ムーンドッグスのムーンドッグ・クージョ（Moondog Cujo）などのリングネームで知られ、テネシー地区を主戦場に活動した。

## 来歴
1983年にデビューした後、1984年よりTVテーピング用のジョブ・ボーイとして、本名のラニー・キーン名義でWWFに出場。ボブ・バックランド、ジミー・スヌーカ、サージェント・スローター、ティト・サンタナ、アレックス・スミルノフ、ロッキー・ジョンソン、マッドドッグ・バション、ワイルド・サモアンズ、ビッグ・ジョン・スタッドなどメインイベンターのジョバーを務めた。
1984年末、インディアナポリスのWWAで農夫ギミックのハーリー・ホッグ（Harley Hogg）に変身。翌1985年8月より同様のキャラクターのベビーフェイス、カズン・ジュニア（Cousin Junior）としてWWFに再登場し、ヒルビリー・ジム率いるヒルビリー軍団の一員となって活動。ジェシー・ベンチュラ、ロディ・パイパー、カウボーイ・ボブ・オートンとの抗争アングルも短期間ながら組まれ、アンクル・エルマーと組んでグレッグ・バレンタイン&ブルータス・ビーフケーキが保持していたWWF世界タッグ王座にも挑戦した。
WWF離脱後も同じギミックを用い、メンフィスのCWAやダラスのWCCWなどを転戦。CWAでは1986年8月30日、WWFでの盟友だったアンクル・エルマーことジャイアント・ヒルビリーとのコンビでAWA南部タッグ王座を獲得した。
1989年末よりしばらくリングを離れた後、1992年よりCWAの後継団体USWAにおいて、ムーンドッグ・クージョ（Moondog Cujo）に変身。ザ・ムーンドッグスの新メンバーとなってヒールに転向し、ムーンドッグ・スポットやムーンドッグ・スパイクと組んでUSWA世界タッグ王座を再三獲得した。USWAにおけるムーンドッグスとジェリー・ローラー&ジェフ・ジャレットの抗争劇は、プロレスリング・イラストレーテッドの1992年における "Feud of the Year" に選ばれている。
その後、1995年よりビッグ・ダディ・サイラス（Big Daddy Cyrus）と名乗り、USWAでローラーとの抗争を再開。セミリタイア後の1996年8月6日には、WCWのTVショーにラニー・キーン名義で出場してジョン・テンタと対戦。1997年にはブッカーのダッチ・マンテルの発案で、オックス・ベーカーとブルーザー・ブロディにあやかった "ブラディ" オックス・ブロディ（"Bloody" Ox Brody）のリングネームでUSWAに再登場した。2007年4月27日にはムーンドッグ・クージョとして、メンフィス・レスリング主催の "PMG Clash of Legends" において10年ぶりにリングに復帰、ザ・バーバリアンから勝利を収めた。
2009年1月13日、心臓発作のため48歳で死去。

## 獲得タイトル
コンチネンタル・レスリング・アソシエーション
- AWA南部タッグ王座：1回（w / ジャイアント・ヒルビリー）[7]

ユナイテッド・ステーツ・レスリング・アソシエーション
- USWA世界タッグ王座：5回（w / ムーンドッグ・スポット×3、ムーンドッグ・スパイク×2）[8]